# Human Harbour
Human Harbour är det femte studioalbumet av den svenska popgruppen Melody Club.Albumet släpptes den 2 mars 2011 på skivmärket Electric/Versity.
Med låten The Hunter deltog Melody Club i Melodifestivalen 2011. Bidraget ingick i den fjärde deltävlingen som hölls i Malmö den 26 februari, där den slutade som utröstad på sjunde plats.
I Don't Believe in Angels, som är en duett med Anna Järvinen, var tidigare släppt som framgångsrik julsingel i december 2009.

## Låtlista
1. The Hunter
2. Dreamers Wasteland
3. Sweet Disaster
4. A New Set of Wings
5. Only You Can Heal Me
6. War of Hearts
7. Human Harvest
8. Bed of Needles
9. Karma Control
10. I Don't Believe in Angels
11. You Don't Love Me

## Listplaceringar
| Lista (2011) | Topplacering |
| ------------ | ------------ |
| Sverige      | 22           |

### Fotnoter
1. ↑  "I december 2009 år fick Anna tillsammans med Melody Club en hit med julsången ”I don't believe in angels”.https://www.aftonbladet.se/nojesbladet/a/vmnbvV/hon-kampar-pa-scenen--mot-radslan
2. ↑  ”Human Harbour”. Swedishcharts. 25 februari 2011. http://swedishcharts.com/showitem.asp?interpret=Melody+Club&titel=Human+Harbour&cat=a. Läst 12 mars 2011.